# Neurohypophyse

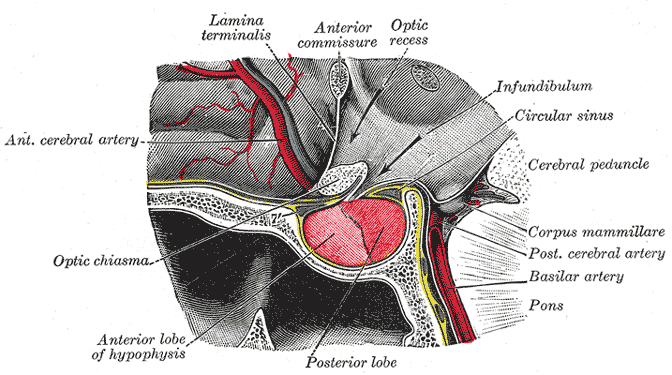
Les parties de l'hypophyse : antérieure (adénohypophyse) et postérieure (neurohypophyse).

La neurohypophyse (ou hypophyse postérieure ou posthypophyse) correspond à la partie postérieure de l'hypophyse. Constitué de tissu nerveux, il s'agit en fait d'un diverticule de l'hypothalamus qui se place, au cours du développement embryonnaire, dorsalement contre un diverticule pharyngien qui, lui, donne naissance à l'hypophyse épithéliale. Dans la neurohypophyse se terminent d'importants faisceaux nerveux provenant du cerveau, notamment ceux qui proviennent du noyau supraoptique et du noyau paraventriculaire.
La neurohypophyse ne synthétise pas d'hormones mais joue un rôle endocrinien en entreposant et sécrétant différentes hormones dont l'hormone antidiurétique (vasopressine ou ADH) et l'ocytocine synthétisées par l'hypothalamus. L'ocytocine joue un rôle important dans la régulation des fonctions métaboliques, sexuelles et maternelles.
L'hypophyse est une structure qui se retrouve dans toutes les espèces de vertébrés.